# Harpacika
Harpacika (în ucraineană Харпачка) este o comună în raionul Haisîn, regiunea Vinnița, Ucraina, formată numai din satul de reședință.

## Demografie
Componența lingvistică a satului Harpacika
     Ucraineană (98,69%)
     Rusă (1,31%)
Conform recensământului din 2001, majoritatea populației satului Harpacika era vorbitoare de ucraineană (98,69%), existând în minoritate și vorbitori de rusă (1,31%).